# Kräv er rätt!
Kräv er rätt! Om kvinnor, islam och en bättre värld (originaltitel: De Maagdenkooi) är en bok av författaren Ayaan Hirsi Ali som gavs ut 2004 på nederländska. Boken är ett kraftigt angrepp på den islamiska världen och kritiserar den multikulturalistiska flatheten mot islams negativa yttringar.
Hirsi Ali har utsatts för dödshot på grund av boken, och har långa tider tvingats leva med bevakning och hemlig adress.
Boken har översatts till många språk, bland annat engelska, tyska och svenska. 
I boken ifrågasätter Hirsi Ali islam, och anklagar religionen för att bidra till att samhällen stagnerar och blir eftersatta. Hon talar också om hur muslimska kvinnor i islamiska regioner som söker tröst och vill fly från islam utsätts för dödshot, och hur de muslimska kvinnor som flyr "jungfruns bur" stämplas som horor. Författaren diskuterar även åsikter om kvinnors roll i islam, enskildas rättigheter, rötterna av islamisk fundamentalism, och föreslår västvärldens politik mot muslimska länder och invandrargrupper. Ali menar att rollen där kvinnan bara ses som mor och syster i familjehemmet som hon skall sköta utgör en form av husarrest. Ali skriver även att muslimska män har tagit till sig västerländska tekniska uppfinningar men utan att ta till sig västvärldens självständiga tänkande.
En rättssak inleddes i mars 2005 av fyra holländska muslimska män som hävdade att boken innehöll blasfemiska och stötande inslag, men fallet lades ner.
Natasha Walter i The Guardian beskrev The Caged Virgin som en chockerande läsning, där Hirsi Ali går till kraftigt angrepp mot övergrepp som tvångsäktenskap, våld i hemmet, nekad skolgång och könsstympning som görs mot kvinnor av män, och hur dessa missförhållanden fortgår opåtalade i den muslimska världen.
Boken publicerades ursprungligen på nederländska (De maagdenkooi) 2004 och engelska (The Caged Virgin: An Emancipation Proclamation for Women and Islam samt publicerades som The Caged Virgin: A Muslim Woman's Cry for Reason) 2006. Boken är en samling essäer, och olika urval förekommer i de olika utgåvorna. 

## Utgåvor
- 2004 – Hirsi Ali, Ayaan (på nederländska). De maagdenkooi. Augustus. ISBN 90-457-0212-6. OCLC 902309924. https://www.worldcat.org/oclc/902309924
  - Hirsi Ali, Ayaan (2005). Kräv er rätt!:. Översättning: Sundström Joakim. Stockholm: Bonnier fakta. Libris 9968157. ISBN 9185015628
  - Hirsi Ali, Ayaan (2005) (på tyska). Ich klage an: Plädoyer für die Befreiung der muslimischen Frauen. München: Piper. Libris 9931161. ISBN 3492047939
  - Hirsi Ali, Ayaan (2006) (på engelska). The caged virgin : an emancipation proclamation for women and Islam (1st Free Press ed). Free Press. ISBN 0-7432-8833-5. OCLC 64390639. https://www.worldcat.org/oclc/64390639
  - Hirsi Ali, Ayaan (2006) (på engelska). The caged virgin: a muslim woman's cry for reason / Ayaan Hirsi Ali. London: Free Press. Libris 10126351. ISBN 0743295013